# ヤン・ホッサールト
ヤン・ホッサールト（蘭: Jan Gossaert、1478年頃 - 1532年10月1日）はルネサンス期のフランドル人画家。出身地のモブージュからヤン・マビューズ (Jan Mabuse) ともいわれる。1503年にアントウェルペンの芸術家ギルド聖ルカ組合に加入を許されたときには自身のことをイェンニン・ファン・ヘネホウ (Jennyn van Hennegouwe) と呼称していた。

## 略歴
ホッサールトの若年期の記録はほとんど伝わっておらず、マニエリスム期のフランドル生まれのドイツ人画家、詩人カレル・ヴァン・マンデルが著した芸術家の伝記『画家列伝』にアルテシエあるいはヘネホーウェンの、モブージュ（マビューズ）と呼ばれる小さな町出身であると書かれている程度である。ホッサールトは製本職人の息子でモブージュ修道院で修行を積んだとする研究者もおり、オランダ美術史研究所はドゥールステーデ城 (en:Duurstede Castle) で生まれたという証拠が見つかったと主張している。
1503年にホッサールトはアントウェルペンの聖ルカ組合に芸術家として登録されている。1508年か1509年にはローマを訪れており、1509年から1517年にかけてミデルブルフの芸術家ギルドに名前が登録されている。カレル・ヴァン・マンデルの著書によればホッサールトはフランドルに「イタリア風の」絵画を紹介し、歴史的寓意に満ちた裸婦像をフランドルへともたらした最初期の画家の一人である。1517年から1524年にはドゥールステーデ城お抱えの芸術家で、ヤン・ファン・スコーレルを弟子としていたという記録が残っている。1524年以降はミデルブルフへと戻り、ネーデルラント提督アドルフ (en:Adolf of Burgundy) の宮廷画家となった。
ホッサールトはルーカス・ファン・レイデン 同時代の画家で、トゥルネーやブリュッセルで活躍した初期フランドル派の巨匠ロヒール・ファン・デル・ウェイデンらの作品に影響を受けている。ホッサールトにはファン・デル・ウェイデンの絵画のような、建造物を背景とした構成の作品が多い。

## 作品

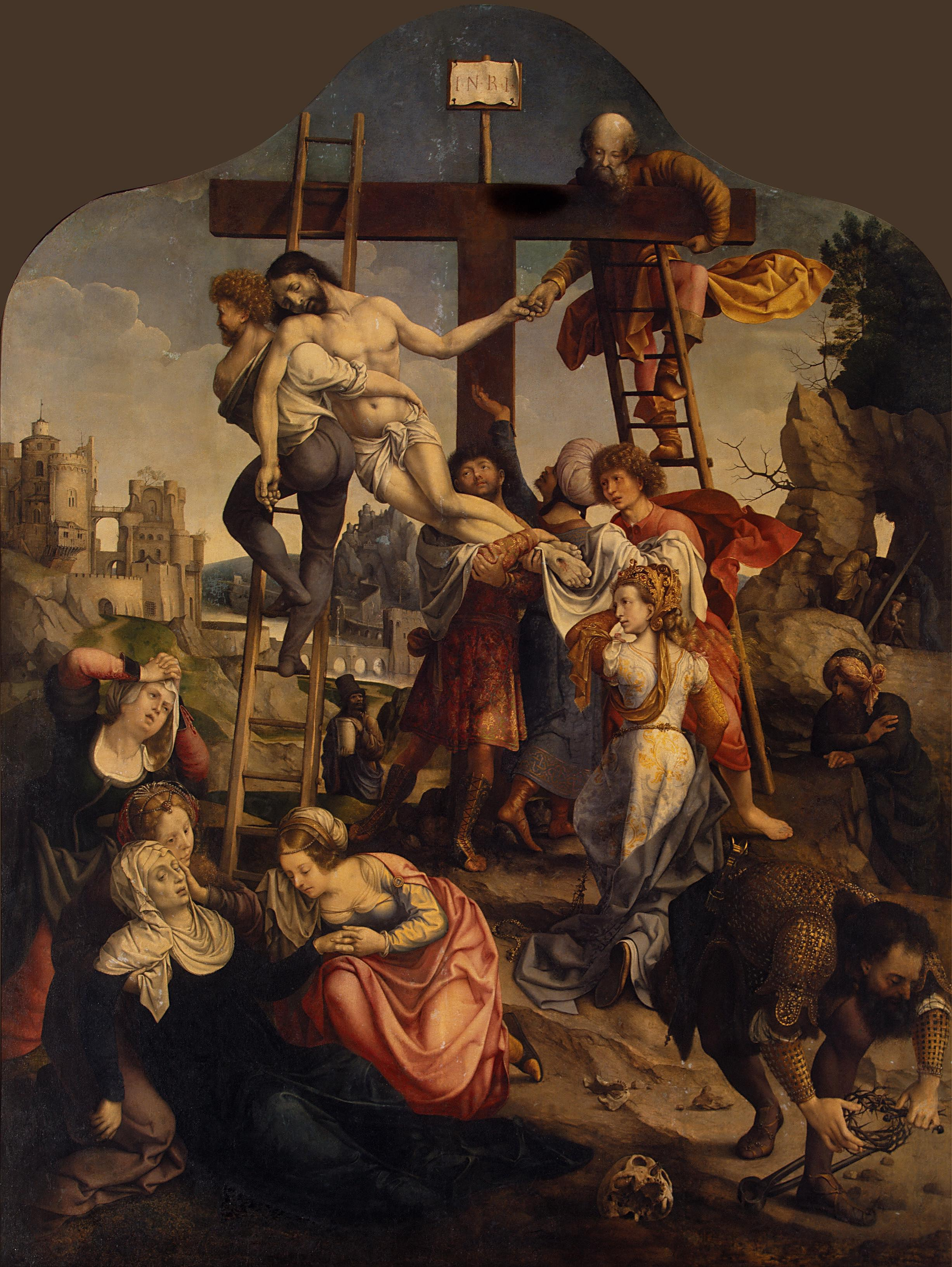
『十字架降下』（1520年頃）エルミタージュ美術館（サンクトペテルブルク）

アントウェルペン滞在中にホッサールトが受けた画家たちの影響を、以前ヨークシャーのカースル・ハワードに所蔵されていた大きな三連祭壇画にみることができる。あざやかで明確な色彩感覚はハンス・メムリンク、深く鋭角なひだを持つ衣服表現はファン・デル・ウェイデン、峻厳で学者のような風貌の人物像はクエンティン・マセイスといったように、様々な画家たちの特徴が渾然となった作風で描かれている。
ヴァン・マンデルの著書によるとミデルブルフの教会の重厚な扉に十字架から降ろされるキリストを描いた絵画があり、教会が落雷で火災に遭うまではアルブレヒト・デューラーの作品であると信じられていた。ヴァン・マンデルはこの作品は火災で焼失したと記載しているが、実際には失われてはおらずエルミタージュ美術館が所蔵する『十字架降下』がこの作品であると現在では考えられている 。

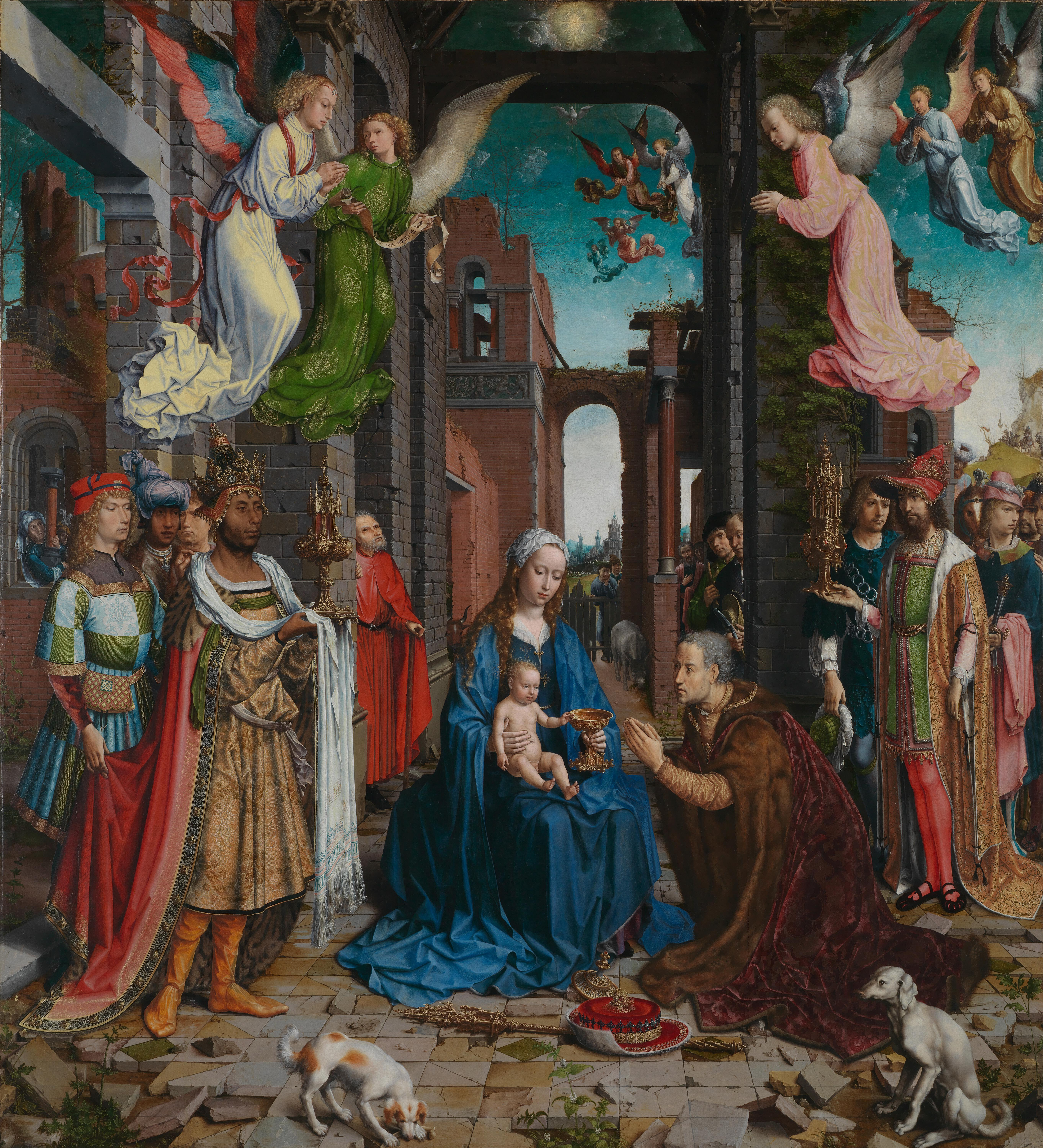
『東方三博士の礼拝』（1510年 - 1515年）ナショナル・ギャラリー（ロンドン）

カースル・ハワードには歴代カーライル伯家が所有した、もともと修道院のために描かれた『東方三博士の礼拝』が受け継がれてきた。この作品には建築物を背景にして、様々な30人前後の人物が想像力に富んだ装飾品を身につけ重量感にあふれた表現で描かれている。ロンドンのナショナル・ギャラリーが1911年に購入して現在に至っている作品で、黒人（画面左、東方三博士の一人バルタザール）が描かれた最初期の西洋絵画の一つとしても知られている。ホッサールトは煌びやかな衣装と派手な色彩構成でこの作品を観るものを楽しませている。人物像はチェス盤のコマのように配置され、定型的にすらみえる。背景に柱越しに見える風景には、ファン・デル・ウェイデンの作品のような遠景の小さな塔や尖塔が描かれている。ホッサールトは数年間をアントウェルペンで暮らした後に、ブルゴーニュ公フィリップ3世の庶子で後にユトレヒト大司教となるフィリップ (en:Philip of Burgundy, Bishop of Utrecht) に仕えた。当時のホッサールトはアントワープ近郊のトンゲルロー修道院所蔵が所蔵していた50人の人物像が描かれた祭壇画『十字架降下』などの作品で知られていた。
フィリップはホッサールトに、以前ミデルブルフの教会の依頼で描いた扉絵のレプリカを描くように求めた。ミデルブルフの教会の扉絵は、1521年にデューラーがこの絵画を見に来たことでも知られており、有名で価値ある作品だった。1508年にホッサールトはローマ教皇のもとを訪れるフィリップに同行してイタリアへと渡った。そしてこのホッサールトのイタリア旅行が、その後のネーデルラント絵画に大きな変革をもたらすことになる。イタリアでホッサールトは、主にレオナルド・ダ・ヴィンチ風絵画から寒色系の色使いと洗練された表現を学んだ。ネーデルラントに絵画技法の新風を吹き込んだだけではなく、イタリアへの修行旅行の有益さも紹介することになった。後のバロック期の画家ルーベンス（1577年 - 1640年）やヴァン・ダイク（1599年 - 1641年）らの時代になるまで、フランドルの画家はイタリアを訪れることが当然であると見なされるようになったのである。フランドルの画家たちはイタリアのマニエリスム様式を自分たちの作品に模倣し、その結果フランドルの優れた伝統的な絵画は1世紀にわたってまったく省みられなくなってしまった。
1509年の夏にフィリップはネーデルラントへと帰還し、ゼーラントで就いていた公職を辞した。居住する城の装飾計画を諦め、ホッサールトやヤコポ・デ・バルバリ (en:Jacopo de' Barbari) への絵画注文も途絶えることになる。ただしフィリップと当時メヘレンで執務していたネーデルラント総督マルグリット・ドートリッシュ宮廷との交友は続いており、フィリップは雇用していた芸術家たちをマルグリットに斡旋した。バルバリは宮廷画家となったが、ホッサールトには宮廷からの重要な絵画制作依頼はあまりなかった。宮廷から依頼されたホッサールトの作品としては、1516年に描いた神聖ローマ皇帝カール5世のためのレオノーラ・オヴ・ポルトゥガルの肖像画などがある。

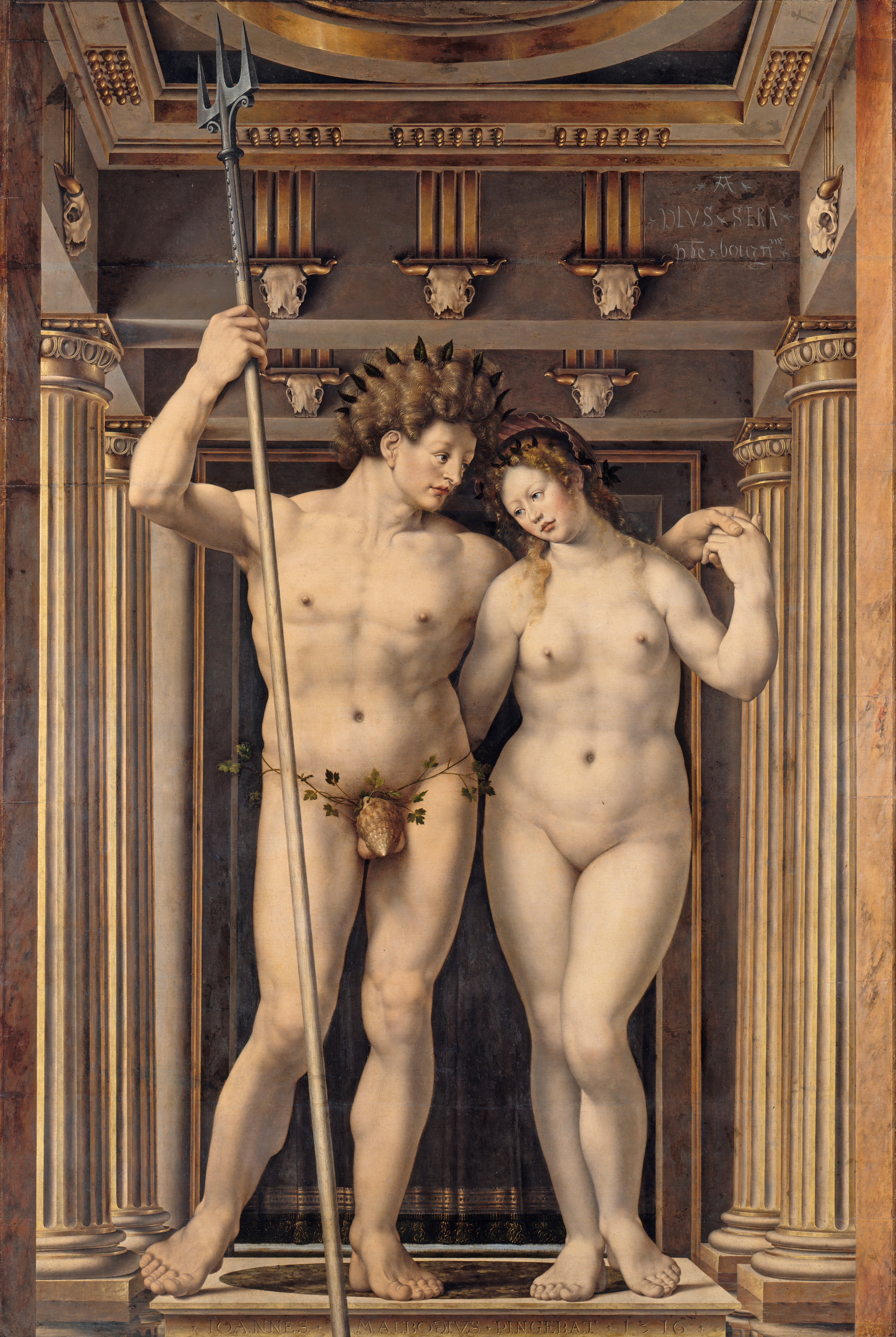
『ネプトゥヌスとアンフィトリテ』（1516年）絵画館（ベルリン）

1516年に描いた『ネプトゥヌスとアンフィトリテ』（絵画館、ベルリン）と1517年に描いたジャン・カロンデレの肖像画と対になった『聖母子』（ルーブル美術館、パリ）にはホッサールトの署名が残っている。ジョルジョ・ヴァザーリが『画家・彫刻家・建築家列伝』のなかでホッサールトの絵画として紹介している作品である。『ネプトゥヌスとアンフィトリテ』はギリシア・ローマ神話の神ネプトゥヌスと妃アンフィトリテを裸体で描いた作品で、よく似た構成で裸体のアダムとイヴを描いた作品が現在ロイヤル・コレクションが所蔵するヴァージョン（1520年ごろ）、ベルリンの絵画館が所蔵するヴァージョン（1525年ごろ）など複数存在している。これらの作品に描かれたアダムとイブは『ネプトゥヌスとアンフィトリテ』に描かれた神々よりも素裸に近く、写実的な表現で描かれている。

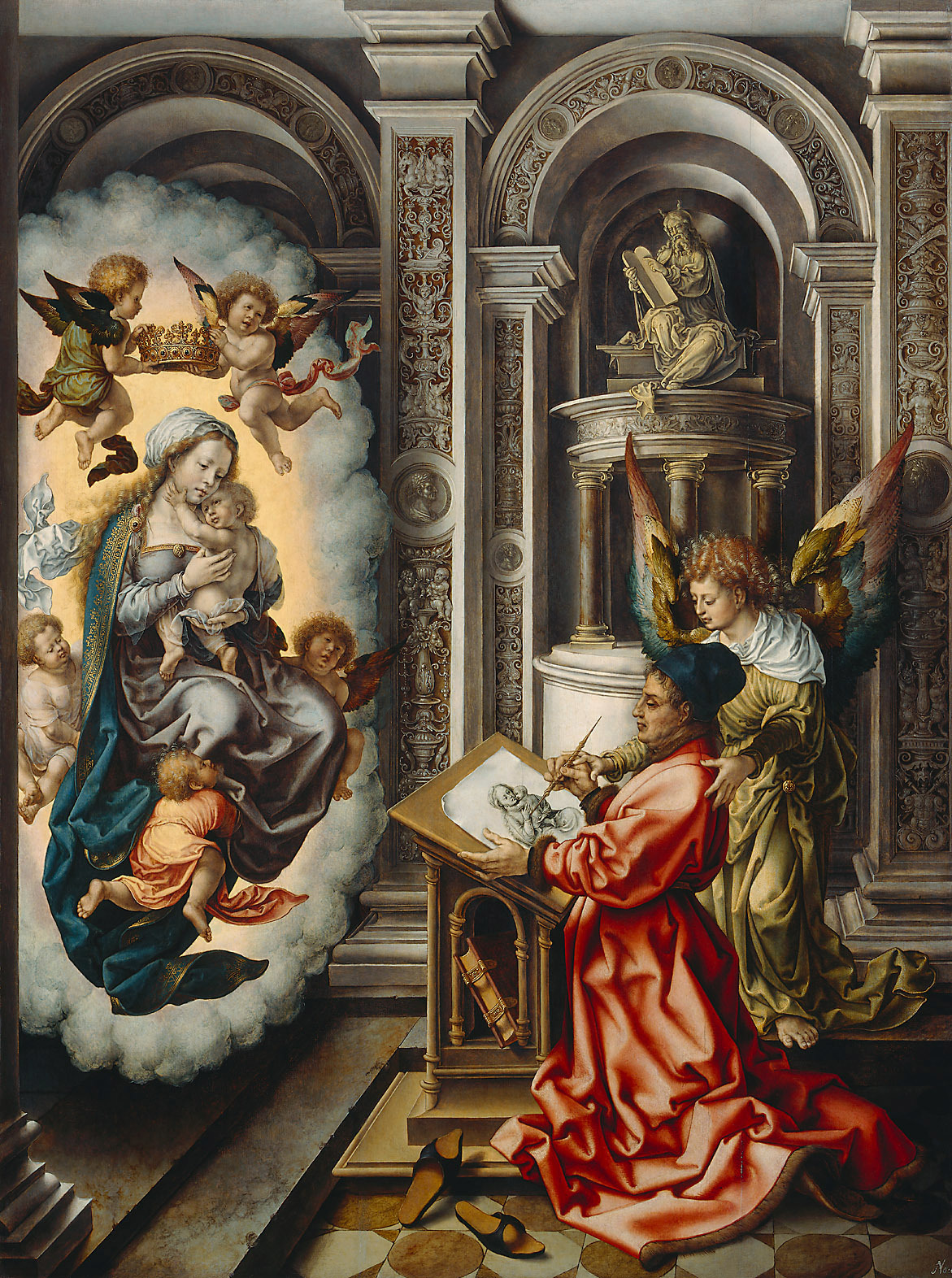
『聖母子を描く聖ルカ』（1520年 - 1525年）美術史美術館（ウィーン）

「聖母子の肖像画を描く聖ルカ」もホッサールトが好んだモチーフで、プラハ国立美術館（プラハ）、美術史美術館（ウィーン）、ベアリング・コレクション（ロンドン）などが所蔵している。時代を経てもホッサールトの作風は独特のもので基本的には変化していない。描かれている人物像は彫像のように毅然として、建築物は多種多様に豊かに飾り立てられて表現され、色調も以前と変わらずはっきりとしている。しかしながら明るい淡色の明暗表現は抑制された灰色の明暗へと変化しており、ミラノの画家たちが好んで用いたスフマートの技法が画面全体を支配している。作品点数としては多くないが、ホッサールトが豊かな色彩感覚と明確な輪郭線で鮮やかに描いた作品も現存している。ミュンヘンとウィーンの聖母マリア、ベルリンの少女像、ロイヤルコレクションのデンマーク王子の肖像画などがホッサールトの才能を示す好例といえる。

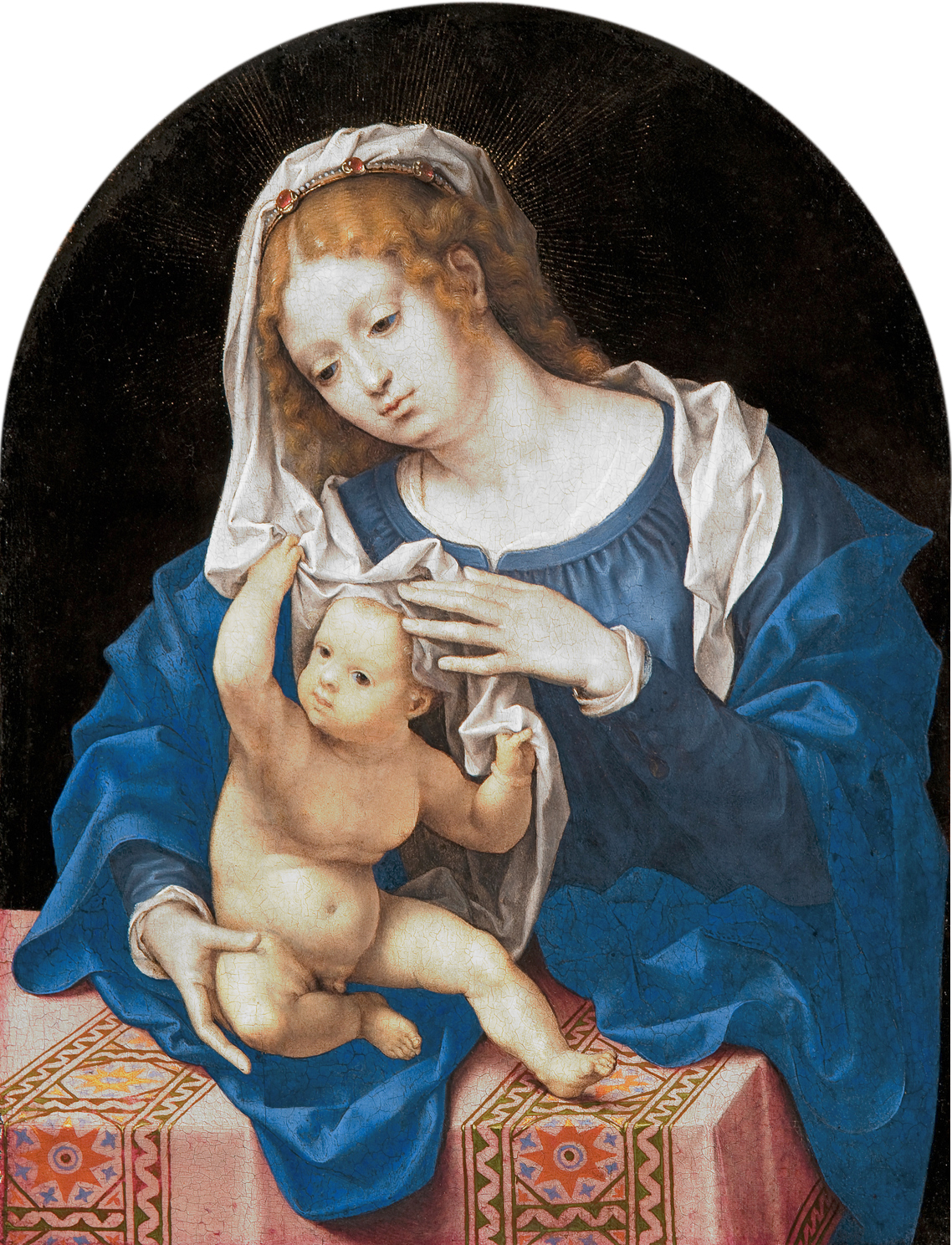
『ベールで遊ぶ聖母子』（1520年 - 1530年） マウリッツハイス美術館 （デン・ハーグ）

1523年初頭にデンマーク王クリスチャン2世がネーデルランドに亡命したときに、ホッサールトに共の者たちの肖像画制作を依頼した。クリスチャン2世は1528年にも、1525年に死去した王妃イサベラの墓があったヘント近郊の修道院の装飾を依頼している。このときにホッサールトがクリスチャン2世の子供のヨハン、ドロテア、クリスティーヌの肖像画を描いており、後にこの作品はイングランド王ヘンリー7世のコレクションに加えられている。現在ハンプトン・コート宮殿に所蔵されている三人の幼児を描いた肖像画がこの作品だが、長い間ヘンリー7世の子供であるアーサー、ヘンリー、マーガレットの肖像画であると考えられていた。ハンス・ホルバインという偽署名と1495年という誤った日付が記載された、この肖像画の複製画がウィンルトンに存在する。この複製画の存在こそが、ホッサールトがヘンリー7世治世下のイングランドに来ていたことの証明であるとされることがあるが、確たる証拠に基づいた定説とはなっていない。

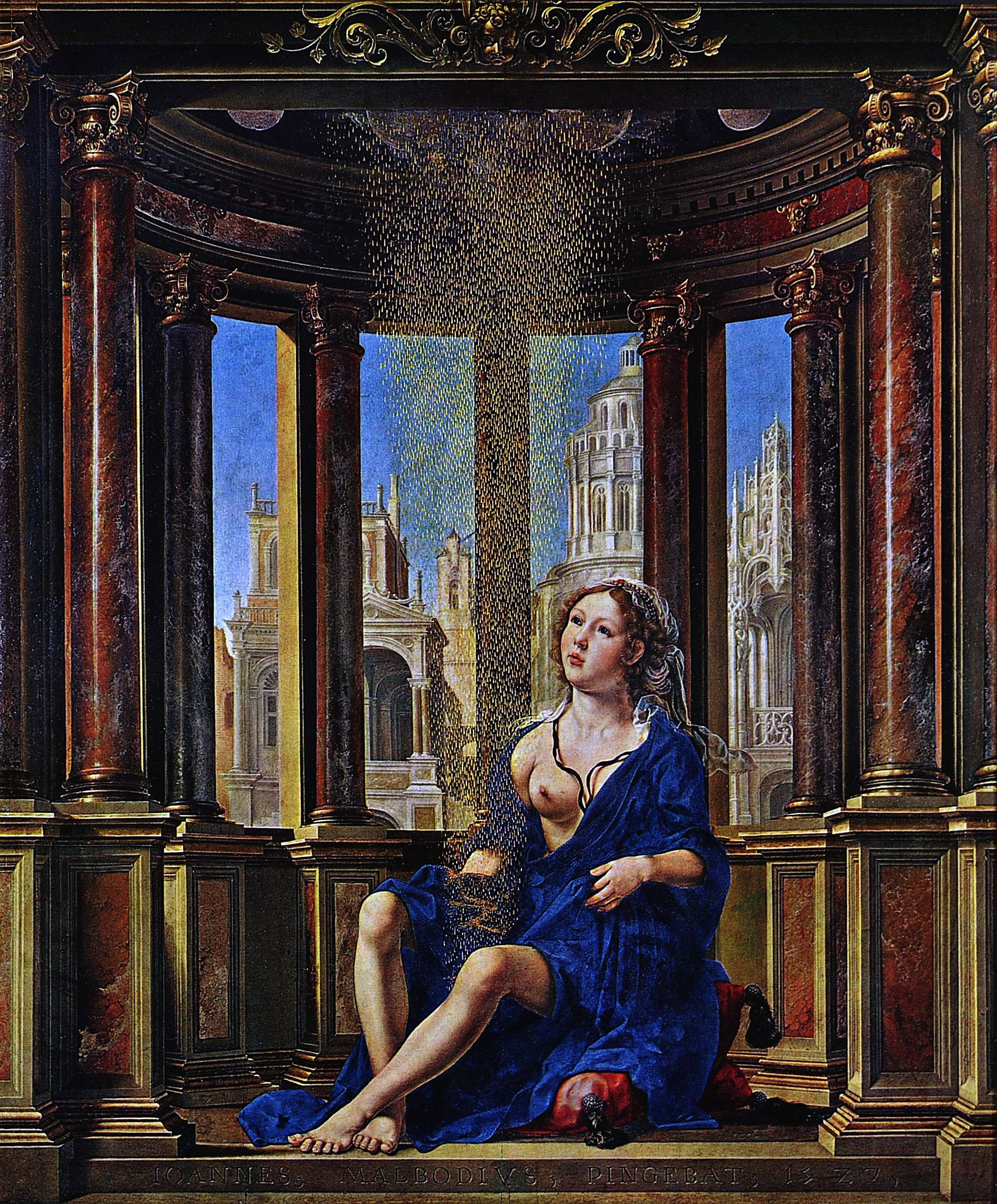
『ダナエ』（1527年）アルテ・ピナコテーク（ミュンヘン）

この三人の肖像画を描いた時期にはホッサールトはミデルブルフに居を構えていたが、ミデルブルフ以外の都市にも居住することがあった。1517年にフィリップがユトレヒト大司教に就任、ドゥールステーデ城に移り住んだときにはホッサールトも同行し、この新しい居城の内装を手がけている。1524年にフィリップが死去するとホッサールトはヴァイク・バイ・ドゥールステーデの教会に設けられたフィリップの霊廟を設計建築している。その後ミデルブルフでホッサールトはフィリップの弟アドルフに雇われて晩年を送った。
カレル・ヴァン・マンデルの『画家列伝』にはホッサールトの野放図な暮らしぶりを非難する記述があるが、同時にホッサールトが身につけていた優れた技量についても記されている。ホッサールトの豪奢な外見に関する記述もあり、1527年にルーカス・ファン・レイデンとともにヘント、メヘレン、アントウェルペンに旅行したときには、金糸銀糸で織られた衣服を身につけていたことが書かれている。ホッサールトの絵画は深く考慮された、慎重に描かれたもので、現存している作品はホッサールトが放蕩者ではなかったことを証拠立てている。ルーヴェンの画家ヘンドリク・ファン・デル・ヘイデンとホッサールトの娘との結婚も、ホッサールトが自宅を所有しており、終日酒場に入り浸っていたわけではないことを証明している。ヒエロニムス・コックの肖像版画には、ホッサールトがアントウェルペンで死去したことが記録されている。